# Дьяков, Владимир Николаевич
Влади́мир Никола́евич Дья́ков (1 декабря 1882, Москва — 1958, там же) — советский историк-антиковед, исследователь античной политической истории. Доктор исторических наук (1943), профессор (1921). Заведующий кафедрой истории древнего мира МГПИ им. В. И. Ленина (1938—1949).

## Биография
Окончил 5-ю классическую гимназию и историко-филологический факультет Московского университета, где учился в 1901—1906 годах.
Был оставлен профессором Р. Ю. Виппером при университете на кафедре всеобщей истории, а затем направлен на стажировку во Фрейбургский университет.
По возвращении из заграницы в Москву был вынужден прервать свою связь с Московским университетом из-за постигшего университет в 1911 году разгрома министром народного просвещения Л. А. Кассо и ухода из него ближайших коллег и перейти на педагогическую работу в средние учебные заведения (Филармоническое училище, греческую гимназию Ржевской, гимназию Поливанова, Практическую академию коммерческих наук).
Возобновил работу в вузах в послереволюционный период: сначала профессором Смоленского и Белорусского университетов (1918—1925), а с 1925 года — в учебных заведениях и рабфаках Москвы, и одновременно являлся научным сотрудником Музея изобразительных искусств в Москве и Краеведческого музея в Алупке.
В 1935 году с восстановлением исторических факультетов становится профессором кафедры истории древнего мира МГПИ им. К. Либкнехта, а с 1938 года — МГПИ им. В. И. Ленина, временами занимая должность профессора также в МГПИ им. В. П. Потемкина и МГУ.
В 1948—1956 годах являлся старшим научным сотрудником Института истории АН СССР.
С 1940-х годов занимался, главным образом, исследованиями в области истории Древнего Рима.

### Труды
- Среди рабочего люда в древних Афинах. Книга для чтения по истории древнего мира. — М., 1913.
- На заводах и в мастерских древнего Рима. — М., 1915.
- Римский город на германском рубеже. — М., 1915.
- Древности Ай-Тодора. — Ялта, 1930.
- Древняя Таврика до римской оккупации // ВДИ, 1939, № 3.
- Пути римского проникновения в Северное Причерноморье: Понт и Мезия // ВДИ, 1940, № 3—4.
- Таврика в период римской оккупации // Учёные записки МГПИ им. В. И. Ленина. — T. XXVIII. — М., 1942.
- История римского народа в античную эпоху // Учёные записки МГПИ им. В. И. Ленина. — T. 46, вып. 2. — М., 1947.
- Социальная и политическая борьба в Римской империи в середине III в. // ВДИ, 1961, № 1.

## Награды
- Орден Трудового Красного Знамени,
- орден «Знак Почета»,
- медали.